# 新界區專線小巴85線
新界區專線小巴85線是由荃灣86營辦的一條專線小巴線，來往芙蓉山及荃灣（兆和街），收費$6.4。

## 簡介及歷史
本路線提供芙蓉山、木棉上村、木棉下村、西樓角村往來荃灣市中心的專線小巴服務，於1980年2月起投入服務，是荃葵青區首兩條投入服務的專線小巴路線（85、86）之一。
但此路線投入服務後約一年半，營辦商謂因受白牌車爭客，引致虧本五十萬元，經多番投訴不果後，要求政府當局於七天內改善情況，否則揚言罷駛。之前85小巴終點站在竹林禪院由鄉村接駁車接送到芙蓉山新村，但之後因紛爭而將小巴站搬去芙蓉山新村。

## 服務時間及班次
- 每日荃灣（兆和街）開：06:00-23:30（16-30 分鐘一班）
- 每日芙蓉山開：05:55-23:25（16-30 分鐘一班）

晚上班次不定

## 行車路線

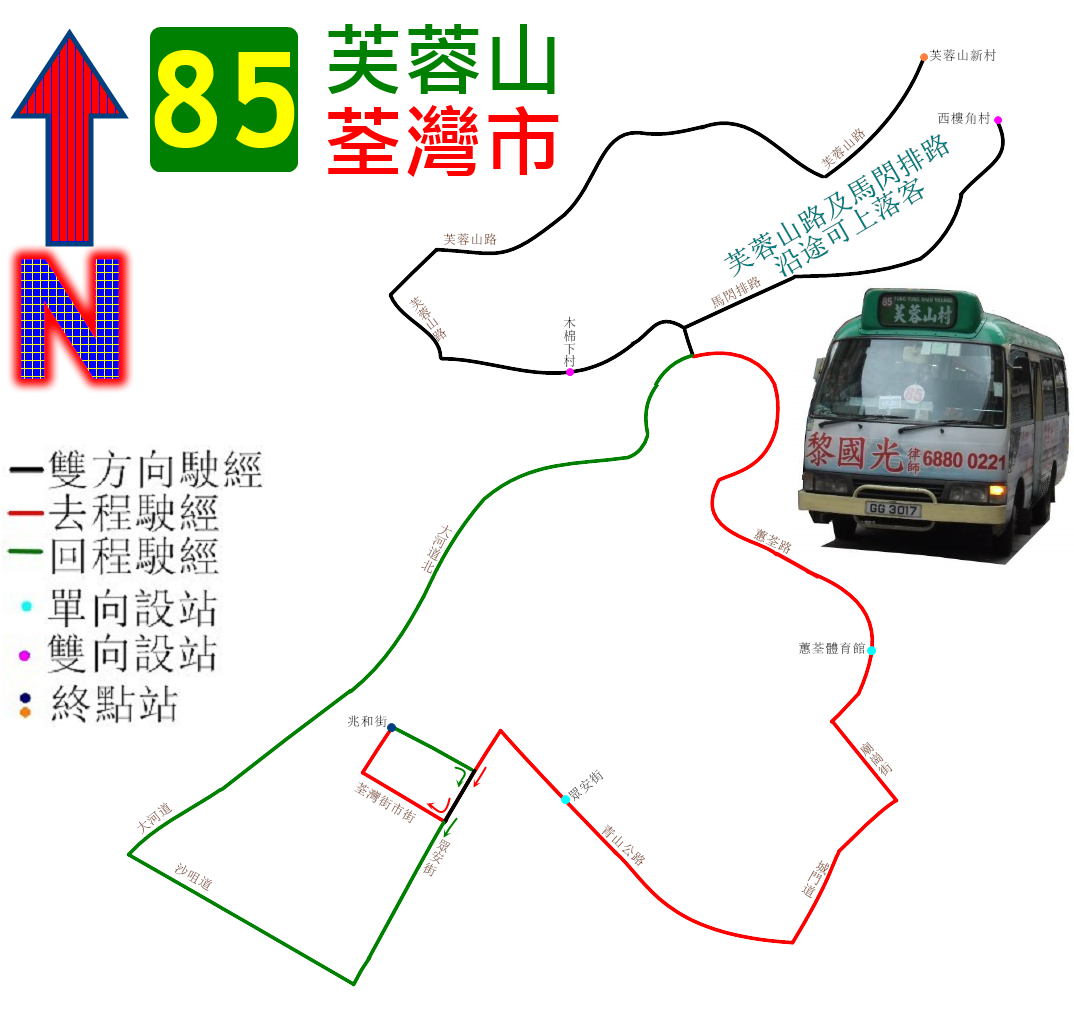
85線的走線圖

- 往芙蓉山駛經：兆和街、眾安街、沙咀道、大河道、大河道北、荃錦交匯處、荃錦公路、馬閃排路、荃錦公路及芙蓉山道。
- 往荃灣（兆和街）駛經：芙蓉山道、荃錦公路、馬閃排路、荃錦公路、荃錦交匯處、蕙荃路、廟崗街、城門道、青山公路、眾安街、荃灣街市街、及兆和街。

綠色字為鄉郊路段，不影響行車安全時沿途皆可上落客。
中途站：白田壩村、春三園、西樓角村、木棉下村、石級、東林念佛堂、四面佛、橋尾、橋頭、消防喉、斜路、福慧寺、大樹

## 用車
本線車隊採用2台豐田Coaster小巴行駛（車牌分別為2005年GG3017及2007年NB9068）。

## 客量
本線主要方便荃灣北部鄉村的居民往來荃灣市中心或接駁港鐵荃灣線，平日非繁忙時間因客量稀少，小巴有時會在兆和街總站逗留約15分鐘後才離開。但因芙蓉山有多個寺廟及景點，因此周末和假日亦有不少遊人前往遊玩。

## 85線可到達的景點
以下位於芙蓉山一帶的遊覽景點（以佛寺為主），可搭乘本路線前往參觀：
- 竹林禪院
- 四面佛
- 淨音佛閣
- 東林念佛堂
- 南天竺寺
- 芙蓉山觀音大利堂
- 禪廬
- 烈女宮
- 菩提園
- 虛雲和尚紀念堂
- 融秋老和尚紀念堂
- 結蓮庵
- 楞嚴覺苑
- 菩提居
- 上天竺
- 法華禪院
- 紫竹林禪院
- 觀音巖
- 福慧寺